# Missing Persons
Missing Persons är en amerikansk kriminal-dramaserie som sändes mellan åren 1993 och 1995.

## Handling
Många människor försvinner spårlöst på olika sätt, och ingen vet vart de har tagit vägen. En speciell polisstyrka sätts in för att söka upp dessa människor och ta reda på vad som hänt med dem.

## Rollista i urval
- Daniel J. Travanati - Ray McAuliffe
- Erik King - Bobby Davison
- Juan Ramirez - Carlos Marrone
- Frederick Weller - Johnny Sandowski
- Jorja Fox - Connie Karadzic
- Robert Swan - Dan Manaher
- Paty Lombard - Barbara McAuliffe
- Valerie Harper - Ellen Hartig
- Connie Foster - Helen